# Флаг городского округа Поронайский
Флаг городского округа «Порона́йский» Сахалинской области Российской Федерации — опознавательно-правовой знак, служащий официальным символом муниципального образования.
Флаг был утверждён 26 мая 2004 года как флаг муниципального образования «Поронайский район» (после муниципальной реформы — городской округ «Поронайский») и внесён в Государственный геральдический регистр Российской Федерации с присвоением регистрационного номера 1498.
Законом Сахалинской области от 13 июля 2012 года № 79-ЗО, муниципальные образования городской округ «Поронайский» и «Городской округ „Вахрушев“» преобразованы в муниципальное образование Поронайский городской округ.
Флаг городского округа «Поронайский» установлен Уставом городского округа «Поронайский» и составлен на основании герба городского округа «Поронайский», по правилам и соответствующим традициям геральдики, и отражает исторические, культурные, социально-экономические, национальные и иные местные традиции.
Каждый, находящийся на территории городского округа, обязан чтить флаг городского округа «Поронайский» и оказывать ему уважение.
5 сентября 2006 года, решением Собрания городского округа «Поронайский» № 123, в связи с переименованием муниципального образования «Поронайский район» в городской округ «Поронайский», было утверждено положение о флаге городского округа «Поронайский» в актуальном виде.
30 апреля 2010 года, решением Собрания городского округа «Поронайский» № 68, в целях устранения искусственных ограничений использования флага городского округа «Поронайский» и его изображения, предыдущее положение было признано утратившим силу и утверждено новое положение о флаге городского округа «Поронайский».

## Описание
«Флаг городского округа „Поронайский“ представляет собой полотнище белого цвета с отношением ширины к длине 2:3 с расположенными вдоль нижнего края голубыми волнами, разделёнными жёлтыми линиями, несущее посередине изображение обращённой от древка красной шхуны вплотную к голубой полосе».

## Обоснование символики
Флаг городского округа «Поронайский» разработан на основе герба городского округа «Поронайский». Красная шхуна символизирует шхуну «Восток», которая доставила первых поселенцев — основателей поста Тихменево.
Синие волны указывают на географическое положение Поронайска в устье реки Поронай, давшей название городу и району, и на морском побережье одновременно.
Жёлтая кайма волн — символ солнца, которое каждое утро поднимается из-за моря.
Жёлтый цвет (золото) — символ прочности, величия, интеллекта, великодушия, богатства.
Белый цвет (серебро) — символ чистоты, благородство, мира, духовного развития.
Синий цвет — символ чести, славы, истины, добродетели, водных просторов и чистого неба.
Красный цвет — символ мужества, труда и красоты.
На флаге района языком символов и аллегорий отражены история становления района, его природные особенности и основной профиль деятельности местного населения.